# Trachypithecus vetulus
Trachypithecus vetulus är en däggdjursart som först beskrevs av Johann Christian Polycarp Erxleben 1777.  Trachypithecus vetulus ingår i släktet Trachypithecus och familjen markattartade apor. IUCN kategoriserar arten globalt som starkt hotad. Den listas där i släktet hulmaner (Semnopithecus).
Inga underarter finns listade i Catalogue of Life. Wilson & Reeder (2005) skiljer mellan fyra underarter.

## Utseende
Arten har huvudsakligen en brunsvart till mörkgrå päls. Det tjocka skägget är ofta vitaktig men kan även vara ljusbrun. Övriga delar av ansiktet är nästan nakna med svart hud. Det är alltså inte lila som det engelska trivialnamnet för arten (purple-faced langur) påstår. Ungar föds med ljusgrå päls som har en brun skugga på huvudets topp, buken och extremiteterna. Honor är med en kroppslängd (huvud och bål) av 45 till 60 cm, en svanslängd av 62 till 82 cm och en vikt mellan 3,1 och 9,0 kg något mindre än hanar. Hanar blir 50 till 65 cm långa (huvud och bål), har en 67 till 85 cm lång svans och väger 3,4 till 9,4 kg.

## Utbredning och habitat
Denna primat förekommer endemisk på Sri Lanka. Den vistas där i låglandet och i bergstrakter upp till 2200 meter över havet. Habitatet utgörs av regnskogar och torra städsegröna skogar. Arten uppsöker även odlade regioner och trädgårdar.

## Ekologi
Flocken bildas av en alfahane, upp till sju vuxna honor, deras ungar och några unga följeslagare som inte är könsmogna. Dessutom finns ungkarlsflockar med upp till 14 medlemmar men de letar ensam efter föda och vilar bara tillsammans. Så länge alfahanen inte utmanas tolererar den ungkarlsflockar i reviret.
Individerna är aktiva på dagen. De äter främst blad samt några frukter, frön och blommor.
Honan är 195 till 210 dagar dräktig och sedan föds vanligen en enda unge. Ungen diar sin mor sju till åtta månader men den börjar redan efter 12 veckor med fast föda. I vissa delar av Sri Lanka är fortplantningen kopplade till regntiden och i andra delar kan honor para sig hela året. Mellan två kullar ligger vanligen två år. Honor blir efter 3,5 till 4 år könsmogna.